# Oligonychus meifengensis
Oligonychus meifengensis är en spindeldjursart som beskrevs av Lo och Ho 1989. Oligonychus meifengensis ingår i släktet Oligonychus och familjen Tetranychidae. Inga underarter finns listade i Catalogue of Life.